# GMC Chevette
GMC Chevette — компактный автомобиль, выпускавшийся с 1992 по 1995 год подразделением General Motors do Brasil специально для аргентинского рынка, где он продавался дилерами Chevrolet и Renault. Это было результатом сделки, в соответствии с которой аргентинские Renault Trafic, произведённые CIADEA, продавались в Бразилии под маркой «Chevrolet» в обмен на разрешение GM do Brasil экспортировать Chevette в Аргентину.

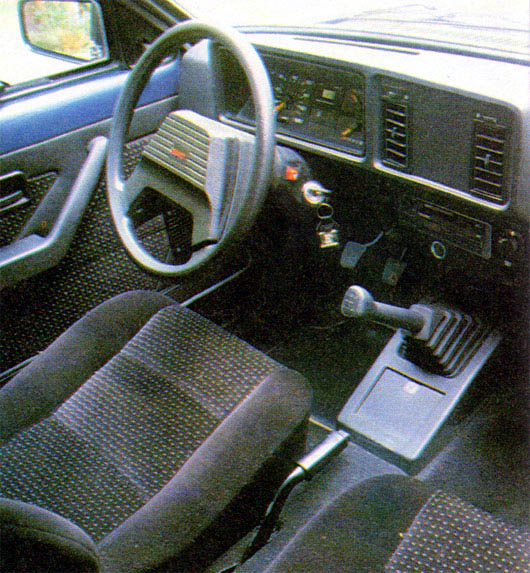
Интерьер GMC Chevette

GMC Chevette оснащался 1,6-литровым бензиновым двигателем с верхним расположением распредвала или же 1,8-литровым дизельным двигателем Isuzu (опционально). Пикап на базе Chevette продавался в Аргентине под названием GMC 500.
Chevette являлся единственным седаном, выпускавшимся под маркой GMC. В 1995 году на аргентинском рынке он был вытеснен моделью Chevrolet Corsa.